# Onze-Lieve-Vrouw-Geboortekerk (Hollebeke)

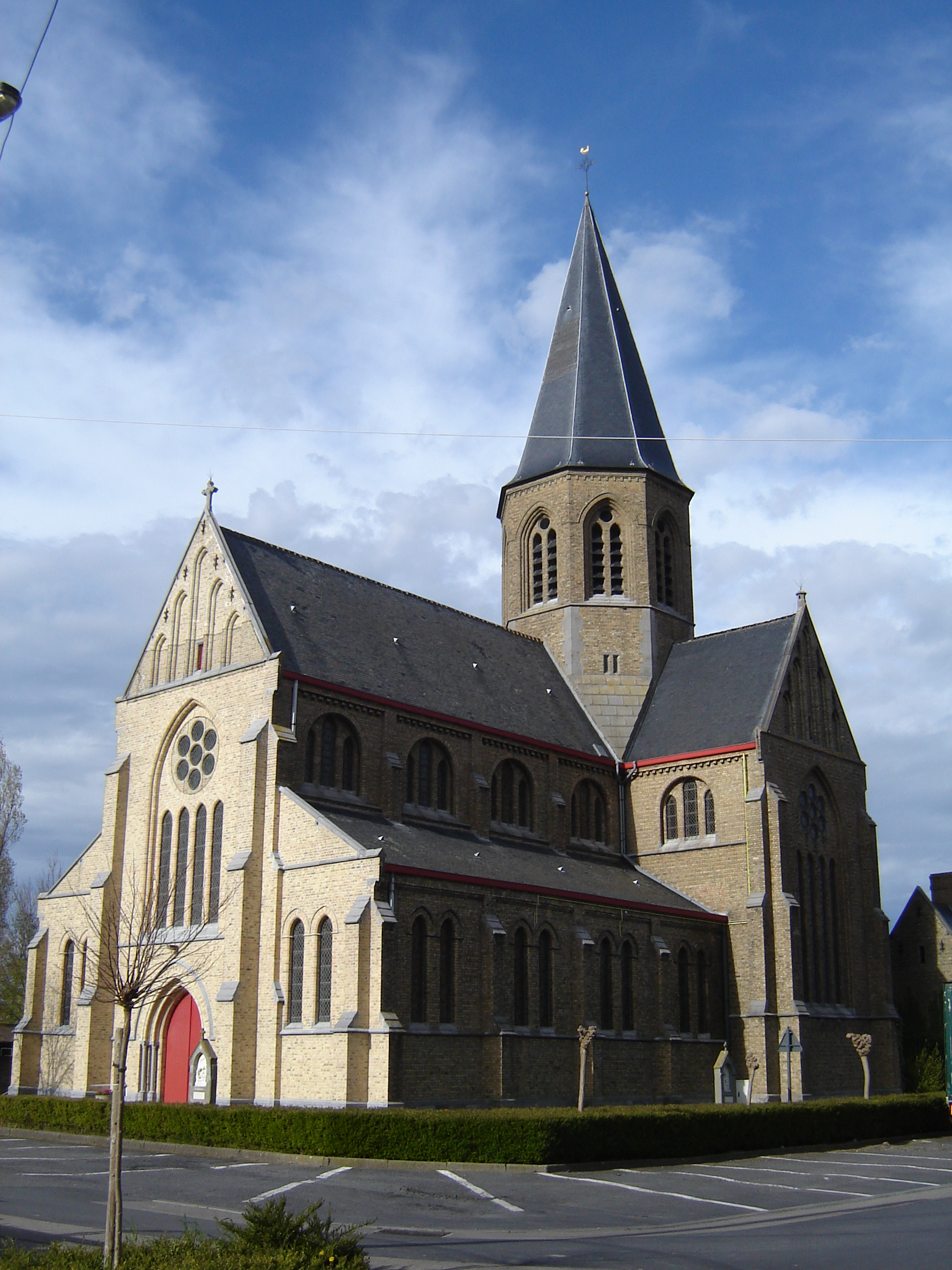
Onze-Lieve-Vrouw Geboortekerk

De Onze-Lieve-Vrouw-Geboortekerk is de parochiekerk van de tot de West-Vlaamse gemeente Ieper behorende plaats Hollebeke, gelegen aan de Wielewaalstraat 2A.

## Geschiedenis
Oorspronkelijk stond hier een romaanse kerk. In de 14e eeuw werd hier een kruiskerk gebouwd met houten vieringtoren en een koor met vlakke sluiting. Tijdens de godsdiensttwisten werd het transept verwoest en daarna herbouwd op de romaanse fundamenten. In 1877 werd het schip vergroot naar ontwerp van Arthur Croquison.
Tijdens de Eerste Wereldoorlog werd de kerk verwoest en in 1922 herbouwd, naar ontwerp van Maurice Dujardin.

## Gebouw
Het betreft een georiënteerd driebeukig basilicaal kerkgebouw met transept en vieringtoren. Het hoofdkoor heeft een vijfzijdige sluiting. Het geheel is uitgevoerd in gele baksteen. De vieringtoren is achtkantig.
Het meubilair is neogotisch.

## Onze-Lieve-Vrouw van Hollebeke
Omstreeks 1300 vond voor het eerst de Bedevaart van de drie Maria's plaats. Het betrof de bedevaartplaatsen Hollebeke, Dadizele en Linselles.
Volgens een legende werd er in de bossen van Hollebeke een Mariabeeldje gevonden, dat in een kapelletje werd geplaatst en op 8 september (Maria-Geboorte) door het dorp werd gedragen. Het beeld verdween tijdens de godsdienstoorlogen (einde 16e eeuw). In 1630 werd een nieuwe kapel in gebruik genomen, waarin een nieuw beeld kwam te staan.
In 1854 schonk de familie de Ranchicourt, kasteelheren in Hollebeke, een troon voor het beeld.
De kapel werd, evenals de kerk en het beeld, verwoest tijdens de Eerste Wereldoorlog. In de herbouwde kerk van 1922 werd een nieuw Mariabeeld geplaatst dat echter geen kunstwaarde bezat, en de devotie was tanende. Omstreeks 1940 werd een nieuw beeld vervaardigd dat een kopie was van het verloren gegane mirakelbeeld. In 1956 werd het beeld officieel gekroond met een kostbare gouden kroon. Sindsdien is er weer een jaarlijkse noveen rond 8 september.